# Bitva u Pultuska (1806)
Bitva u Pultuska byla bitvou napoleonských válek, k níž došlo 26. prosince 1806 mezi Francií a Ruskem. Bitva skončila nerozhodně.

## Pozadí
Na jaře 1806 vznikla takzvaná čtvrtá protinapoleonská koalice, k níž patřily Prusko, Rusko a Anglie.
Pruská armáda byla brzy rozdrcena v bitvách u Jeny a Auerstedtu a francouzské jednotky obsadily Berlín. Tato vítězství dovedla Napoleona do Polska. Zde očekával boj s blížící se ruskou armádou.
Ruský velitel generál Leontij Leontějevič Bennigsen, jakmile se dověděl o bitvě u Jeny, zahájil ústup a Francouzi v listopadu 1806 obsadili Varšavu. Následovaly menší střety mezi oběma stranami, které vedly k tomu, že Bennigsen se stáhl k Pultusku. Sem se k němu blížily jednotky maršála Jeana Lannese, který o Bennigsenovi neměl tušení. K bojovému střetnutí obou armád došlo 26. prosince u Pultuska.

## Bitva
Bitva začala kolem jedenácté hodiny, kdy Lannes zahájil se 17. lehkým pěším plukem útok na předsunuté ruské pozice, které vedl generál Karl G. Baggovout. Baggovoutovy jednotky byly těžce tísněny, a tak jim přišlo na pomoc jezdectvo generála Kožina, jehož útok se zpočátku vyvíjel úspěšně, ale bylo i s Baggovoutovými jednotkami donuceno k ústupu. Pak zaútočil francouzský 9. a 10. husarský pluk. Tento útok byl zastaven dělostřelectvem, jež donutilo k ústupu i Suchetovu divizi, jež tvořila levé francouzské křídlo.
Následný protiútok vedl Lannes osobně přes Moszynský les a povedlo se mu donutit Rusy k ústupu na druhou stranu lesa, ale po několika hodinách tvrdých bojů byl donucen dobytá postavení vyklidit. Situace se začala pro Francouze vyvíjet nepříznivě.
Po druhé hodině se však přiblížil k Pultusku generál Joseph Daultanne v čele 7000 mužů. Daultanne napadl špatně chráněný Moszyn a obsadil ho. Ve stejnou chvíli zaútočil na levém křídle i Lannes.
Bitva skončila kolem osmé hodiny, přičemž obě strany zůstaly na svých pozicích. Bennigsen však po bitvě od Pultuska ustoupil.

## Výsledek bitvy
Vítězství si nárokovaly obě strany, ale strategicky zvítězil Lannes, neboť dokázal odolat dvakrát silnějšímu soupeři. K další velké bitvě došlo až u Jílového 8. února 1807.